# Placospongia intermedia
Placospongia intermedia är en svampdjursart som beskrevs av William Johnson Sollas 1888. Placospongia intermedia ingår i släktet Placospongia och familjen Placospongiidae. Inga underarter finns listade i Catalogue of Life.